# عبد القادر بن توفيق الشلبي
عبد القادر بن توفيق بن عبد الحميد الطرابلسي يعرف عمومًا بـعبد القادر الشلبي (1883 - 23 يناير 1950) (1300 - 4 ربيع الثاني 1369) عالم وفنان مسلم من أهل القرن الرابع عشر الهجري. ولد في طرابلس الشام ونشأ بها. حفظ القرآن على يد والده، وتعلم الخط فاشتهر ببراعته فيه وصار من أبرز خطاطي عصره. ثم تعلم العلوم الدينية والأدبية على عبد الرحمن الرافعي وحسين الجسر الطرابلسي ومحيي الدين الخطيب وفي الحجاز على حبيب الرحمن الكاظمي ومحمد بن جعفر الكتاني وعبد الله القدومي وعبد المنعم الخطيب وغيرهم من العلماء. عمل معلمًا لعلوم الدينية والعربية، وكلفته وزارة المعارف اللبنانية بتعليم الخطوط العربية وأنواعها. هاجر إلى المدينة في عام 1899. فأقام بمدرسة الكشميري وعقد دروسًا في المسجد النبوي فاتسعت شهرته. أسس مدرسة الشلبي وعمل مديرًا لها، ثم عين مديرًا للمعارف في عهد الملك عبد العزيز، وترأس السادة الأحناف في المدينة المنورة، كما ترأس هيئة التنقيب عن الآثار في المملكة، وكلفه الملك بتجديد بعض الخطوط القبلية في المسجد النبوي. توفي في المدينة ودفن في البقيع. له مؤلفات عديدة وأشعار.

## سيرته
هو عبد القادر بن توفيق بن عبد الحميد بن محمد بن علي الشلبي الطرابلسي الحنفي المدني، ولد بمدينة طرابلس من أعمال سنجق طرابلس الشام بولاية بيروت العثمانية في عام 1300 هـ/ 1883 م أو يقال 1296 هـ/1878م، في عائلة مسلمة متدينة فجده الأول علي الشلبي داعية طرابلس. نشأ في دار والده الذي توفي ولم يتجاوز عمره ست سنوات فكفله أخوه الأكبر محمد برعايته واعتنى به حيث أدخله الكتّاب ليحفظ القرآن على يد أحد العلماء، فحفظه وجوّده في فترة وجيزة، فكان منذ صغره طالبًا للعلم.

### نشأته ودراسته في طرابلس الشام
وبعده ألحقه دخوه بإحدى المدارس الدينية فمكث فيها عدة سنوات تعلم فيها العلوم العربية وأتقن فنونها وبعد ذلك اتجه إلى تعلّم الخط على كبار الخطاطين عصره. فبرع في الخط واشتهر في الخطوط كلها النسخ والرقعة والثلث والفارسي والديواني وبعض من أنواع الزخرفة فأصبح من أبرع الخطاطين والمزخرفين في زمنه رغم صغر سنّه. اتخذ الخط حرفة له فبدأ يكتب اللافتات بكل دقة.

أخذ عن كبار مشايخ عصره فحفظ المتون العديدة وانكب على قراءة الفقه والحديث والتفسير والفرائض وغيره من العلوم الدينية والأدبية. من مشايخه عبد الرحمن الرافعي قرأ عليه النحو والصرف وحسين الجسر الطرابلسي ومحب الدين الخطيب وجميعهم نال عنهم الإجازة. من مشايخه بالحجاز حبيب الرحمن الكاظمي ومحمد بن جعفر الكتاني وعبد الله صوفان القدومي وعبد المنعم الخطيب وعبد الله الركاني وبدر الدين الحسني وخليل صادق.

بزر الشلبي بين أقرانه من العلماء فكان الطالب البارز عند مشايخه مما جعلهم يأمرونه بالجلوس والتدريس وهو ابن عشرين عامًا في مساجد طرابلس وبعده ذلك ابتعثه إدارة المعارف اللبنانية لتدريس أنواع الخطوط في الصفوف العليا في مدارسها فمكث هناك عدة سنوات.

## مهنته التعليمية

### تدريسه وهجرته إلى الحجاز
هاجر إلى الحجاز حاجًا في سنة 1317 هـ/ 1899 م وبعد أن أدى فريضة الحج زار المدينة المنورة وأقام في الروضة الشريفة في المسجد النبوي فمكث فيها ثمانية عشر يومًا نزيلًا عند أحد علمائها. عاد إلى بلاده بطلب من تلاميذه وأهله. ثم عاد إلى المدينة في 1319 هـ/1901 م مرة ثانية مهاجرًا هجرة دائمة وأخذ يناقش علماء المدينة وسكن بمدرسة الكشميري وكانت مخصصة لطلبة الدين.

اشتهر في المدينة وذاع صيته وتصدر للتدريس في المسجد النبوي وكانت حلقته من أكبر الحلقات عصره وكان تقعد بجوار المكبرية يدرس فيها أصول الفقه الحنفي الذي أتقنه وكانت داره في باب قباء بالمدينة المنورة مقصدًا للعلماء والطلاب خاصة في المواسم يأتيه الحجاج من طرابلس الشام. فأصحبت داره مدرسة كبرى جعل منها الدور السلفي مدرسة ووضع فيه مكتبة فعرفت داره بـمدرسة الشلبي.

عرف عبد القادر الشلبي بأسلوبه الفريدة في التدريس، فكان يطبق ما يدرسه تطبيقًا علميًا تجربيًا ليرسخ في أذهانهم فإذا أراد تدريس باب الوضوع مثلًا، يطلب إحضار طست وإبريق ويتوضأ أمام الطلاب ثم يأمر بعض التلاميذ بالوضوء أمامه ليتأكد من فهمهم وكذلك في التدريس الصلاة وبقية الفرائض الدينية.

### تلاميذه
انتفع به كثير من طلاب العلوم الدينية في المدينة المنورة وطرابلس وتخرج عليه علماء منهم، أحمد العربي وعبد الحق النقشبندي ومحمد حسين زيدان، وأحمد عبيد، وإبراهيم الختني، وجعفر إبراهيم فقيه، وسعود عمران، يوسف ديولي، عارف برادة، محمد طاهر الطيب، علي عامر، ناصر غوث، والأخوين علي وعثمان حافظ وعبد الغني النمنكاني وغيرهم.

## أعماله ونشاطاته
أسندت إليه رئاسة السادة الأحناف بالمدينة بعد اشتهاره بالفقه الحنفي. وفي زمن العثماني أيضًا أسندت إليه رئاسة هيئة التنقيب عن الآثار كجبل أحد ومقبرة شهداء أحد والجندية وغيرها من الأماكن الأثرية بالمدينة من عهد النبوي وآثار الدول التي تداولت على المدينة.

ولما قامت الحرب العالمية الأولى، سافر أهل المدينة إلى الشام وتركيا وكان الشلبي من الذين بقوا فيها فلم يسافر معهم، وذلك لأن فخري باشا استبقى أربعين شخصًا كان الشلبي منهم وأسند إليه الوعظ والإرشاد للجنود العثمانيين المرابطين بين المدينة وتبوك، فكان يحثهم على الجهاد. 

وعندما هدأت الأوضاع وعاد المدنيين، أمر الشريف حسين وكيل معارف بفتح أربع مدارس ابتدائية تسمى بأسماء أولاده الأربعة علي وعبد الله وفيصلل وزيد إذ أصبح أسماؤها الفيصلية والعلوية والعبدلية والزيدية وعيّن الشلبي مديرًا للمعارف واستمر مديرًا للمعارف حتى العهد السعودي بأمر من الملك عبد العزيز. ثم عيّن مديرًا للمدرسة الناصرية وهو أول مديرها. والشلبي بوصفه خطاطًا ماهرًا قام بتجديد بعض الخطوط القبلية في المسجد النبوي منها آيات قرآنية وأحاديث وأسماء النبي محمد.

ساهم في ‌إنشاء جريدة الحجاز وكان له دور بارز في في هيئة تحرير الجريدة مع حمزة غوث وبدر الدين النعساني.كما تولى إدارة المطبعة العلمية وهي أول مطبعة انشئت في المدينة المنورة.

### مكتبته الخاصة
كان مولعًا بالقراءة وجمع الكتب وقد اقتنى مكتبة حافلةً بالكتب الثمينة والمخطوطات النادرة التي كتبها بيده وعلق عليها وشرحها بأسلوبه. أهداها ابنه محمد سعيد لتكون ضمن المكتبات المهداة إلى مكتبة الملك عبد العزيز لتكون مرجعًا لطلاب. وتعد مكتبه الشلبي من أكبر المكتبات الموجودة هناك فهي تحتوي على 2169 مطبوعة و88 مخطوطة.

## في الأدب
كان عبد القادر بن توفيق الشلبي شاعرًا وأغلب شعره بديعيات، في المدح النبي محمد وأهل بيته وأصحابه. وصفه عبد العزيز البابطين في معجمه «شاعر تقليدي الطابع، أوقف شعره على المديح النبوي كما كان للخلفاء الراشدين مساحة فيه، يميل إلى كتابة المقطوعات التي تعتمد نظام المخمّس وتميل للتكثيف واستخدام البحور الشعرية ذات الإيقاع السريع.» من مقطوعاته المخمس بعنوان «تضرع إلى الله»:

## وفاته
توفي عبد القادر الشلبي في 4 ربيع الثاني سنة 1369/ 23 يناير 1950 بالمدينة المنورة ودفن في بقيع.

## مؤلفاته
ترك مؤلفات عديدة وألف في كثير من المجالات الدينية والتاريخية والاجتماعية وعدد مصنفاته ما يزيد عن الستة عشر :
| - تتمة غاية الإتقان في تفسير آيات القرآن - تنبيه الأنام إلى وجوب الهجرة من دار الكفر إلى دار الإسلام، أو البرهان المبين في وجوب الهجرة من دار الكفر إلى دار المسلمين. - مختصر اللمع لأبي إسحاق الشيرازي في أصول الفقه - رسائل في الفقه على المذاهب الأربعة - رسالة في التوحيد - العلوم الحكمية في نظر الشريعة الإسلامية - الإجازات الفاخرة، وهو ثبت الشلبي - رسالة في حكم استعمال الأدوية الإفرنجية على قواعد المذاهب الأربعة - رسالة في حكم الإحرام من المواقيت - ديوان قصائد | - ديوان قصائد في المديح النبوي - الفرائد في تاريخ الآبار والقبور والمساجد - تاريخ المدينة، لم يكمله - الدر الحسان في فضائل سلاطين آل عثمان - مختصر أهل بدر، لم يكمله - مختصر السيرة النبوية - آثار المدينة الشريفة، لم يكلمه |